# The Bumpy Johnson Album
Albums de Prodigy
H.N.I.C. 3
(2012) Albert Ainstein
(2013)
The Bumpy Johnson Album est le sixième album studio de Prodigy, sorti le 2 octobre 2012.

## Liste des titres
| No  | Titre                      | Contient un (des) sample(s) de  | Durée |
| --- | -------------------------- | ------------------------------- | ----- |
| 1.  | Change                     |                                 | 2:31  |
| 2.  | The One and Only           |                                 | 3:55  |
| 3.  | Told Y'all                 |                                 | 4:29  |
| 4.  | Go Off                     |                                 | 4:25  |
| 5.  | Recipe for Murder          |                                 | 4:24  |
| 6.  | Hitman                     |                                 | 3:59  |
| 7.  | Medicine Man               | Buffalo Gals de Malcolm McLaren | 3:37  |
| 8.  | For One Night Only         |                                 | 5:16  |
| 9.  | Twilight                   |                                 | 3:20  |
| 10. | Black Devil                |                                 | 3:58  |
| 11. | Stronger                   | Four Women de Nina Simone       | 4:19  |
| 12. | No one Can Do It Like This |                                 | 1:53  |